# 카라긴
카라긴(아일랜드어: carraigín)은 유럽과 북아메리카의 대서양 해안 암석지대에 자라는 홍조류의 일종이다. 싱싱한 상태에서는 질감이 부드럽고 색깔이 녹황색에서 적색, 어두운 보라색 또는 보랏빛 갈색에 이르기까지 다양하다. 다당류 카라기닌으로 이루어진 점액질이 신체 대부분을 이루고 있으며 점액질 무게가 전체 무게의 55%를 차지한다. 그 외에 단백질이 10%, 무기질이 10% 정도 있으며 요오드와 유황이 풍부하다. 물 속에 넣어서 불리면 바다 냄새가 나고, 끓이면 세포벽이 파괴되면서 다당류가 젤리를 형성한다.
1. ↑  National Academies of Sciences, Engineering, and Medicine; Health and Medicine Division; Food and Nutrition Board; Committee to Review the Dietary Reference Intakes for Sodium and Potassium (2019). 〈Chapter 4: Potassium: Dietary Reference Intakes for Adequacy〉.   Oria, Maria; Harrison, Meghan; Stallings, Virginia A. 《Dietary Reference Intakes for Sodium and Potassium》. The National Academies Collection: Reports funded by National Institutes of Health. Washington, DC: National Academies Press (US). 120–121쪽. doi:10.17226/25353. ISBN 978-0-309-48834-1. PMID 30844154. 2024년 12월 5일에 확인함.
2. ↑  United States Food and Drug Administration (2024). “Daily Value on the Nutrition and Supplement Facts Labels”. 《FDA》. 2024년 3월 27일에 원본 문서에서 보존된 문서. 2024년 3월 28일에 확인함.